# Tiro con arco en los Juegos Europeos
El tiro con arco en los Juegos Europeos se realiza desde la primera edición. El evento es organizado por los Comités Olímpicos Europeos, junto con la confederación World Archery Europe (WAE). 

## Ediciones
| N.º | Año  | Sede                 | Instalación                          |
| --- | ---- | -------------------- | ------------------------------------ |
| I   | 2015 | Bakú ( Azerbaiyán)   | Estadio Tofiq Bəhramov               |
| II  | 2019 | Minsk ( Bielorrusia) | Complejo Deportivo Olímpico          |
| III | 2023 | Cracovia ( Polonia)  | Parque de Tiro con Arco Plaszowianka |

## Medallero
- Actualizado a Cracovia 2023.

| Núm. | País         | Oro | Plata | Bronce | Total |
| ---- | ------------ | --- | ----- | ------ | ----- |
| 1    | Italia       | 7   | 2     | 4      | 13    |
| 2    | Reino Unido  | 3   | 2     | 0      | 5     |
| 3    | España       | 2   | 4     | 3      | 9     |
| 4    | Alemania     | 2   | 0     | 2      | 4     |
| 5    | Países Bajos | 1   | 4     | 2      | 7     |
| 6    | Ucrania      | 1   | 1     | 2      | 4     |
| 7    | Francia      | 1   | 1     | 1      | 3     |
| 8    | Rusia        | 1   | 1     | 0      | 2     |
| 9    | Eslovaquia   | 1   | 0     | 0      | 1     |
| 9    | Eslovenia    | 1   | 0     | 0      | 1     |
| 9    | Estonia      | 1   | 0     | 0      | 1     |
| 12   | Bielorrusia  | 0   | 2     | 1      | 3     |
| 12   | Dinamarca    | 0   | 2     | 1      | 3     |
| 14   | Georgia      | 0   | 1     | 0      | 1     |
| 14   | Luxemburgo   | 0   | 1     | 0      | 1     |
| 16   | Turquía      | 0   | 0     | 3      | 3     |
| 17   | Croacia      | 0   | 0     | 1      | 1     |
| 17   | Suiza        | 0   | 0     | 1      | 1     |
|      | TOTAL        | 21  | 21    | 21     | 63    |